# Louis Adolphe le Doulcet, conde de Pontécoulant
Louis Adolphe le Doulcet, conde de Pontécoulant (1794 – 20 de febrero de 1882) fue un soldado y musicólogo francés, hijo de Louis Gustave le Doulcet, conde de Pontécoulant y hermano mayor de Philippe Gustave le Doulcet .
Soldado en los ejércitos de Napoleón I, luchó en la invasión de Rusia y la campaña de 1814, y luego emigró a Brasil, donde participó en la fallida Revolución Pernambucana en 1817.
También organizó un contingente de voluntarios franceses en la Revolución belga de 1830 y resultó herido en Lovaina. El resto de su vida la pasó en París estudiando música antigua y acústica. 

## Distinciones
- Orden de las Palmas Académicas en 1865.[1]